# Casa Etxepintxoa

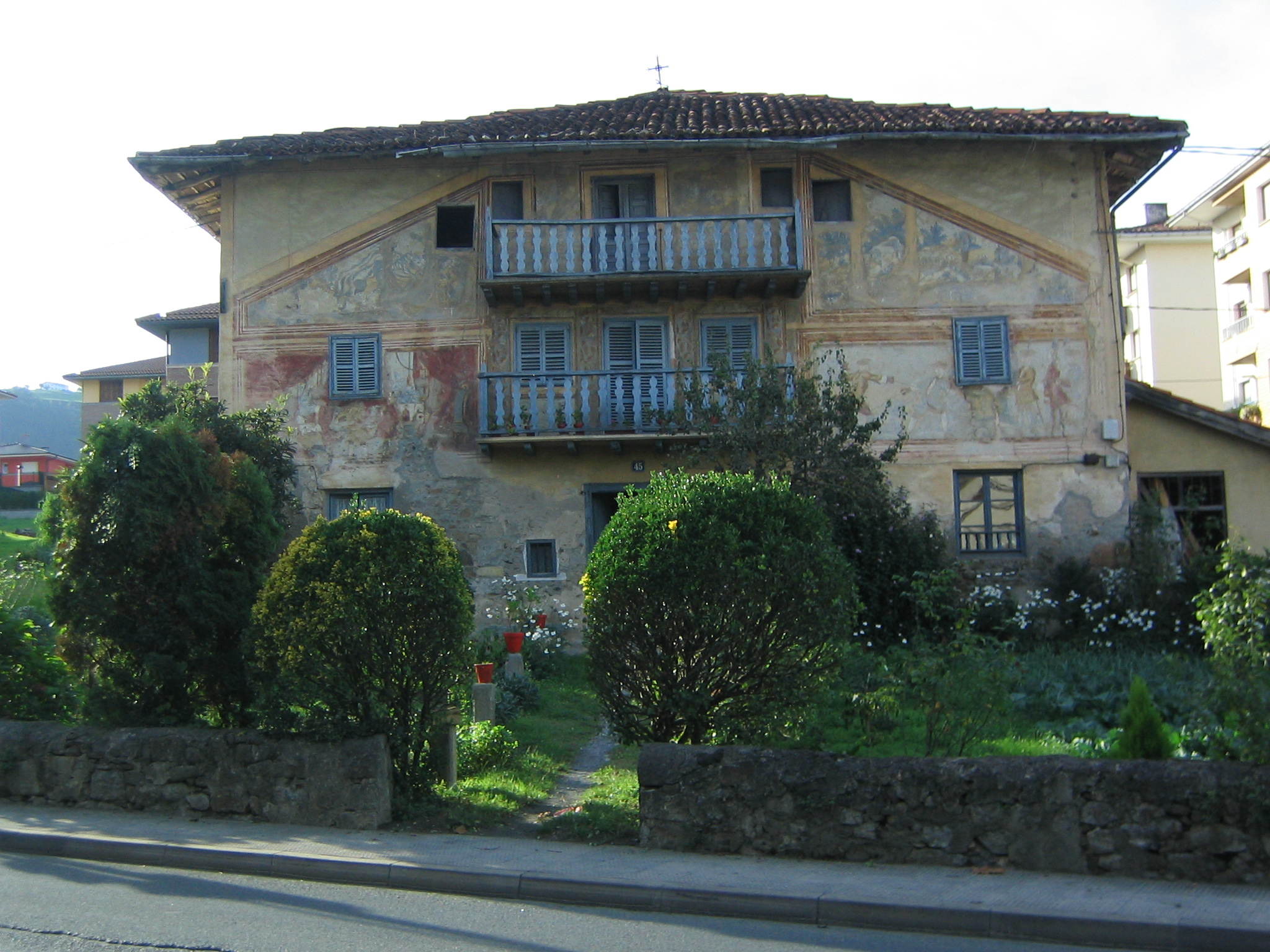
Casa Etxepintxoa. Estado en el año 2006.

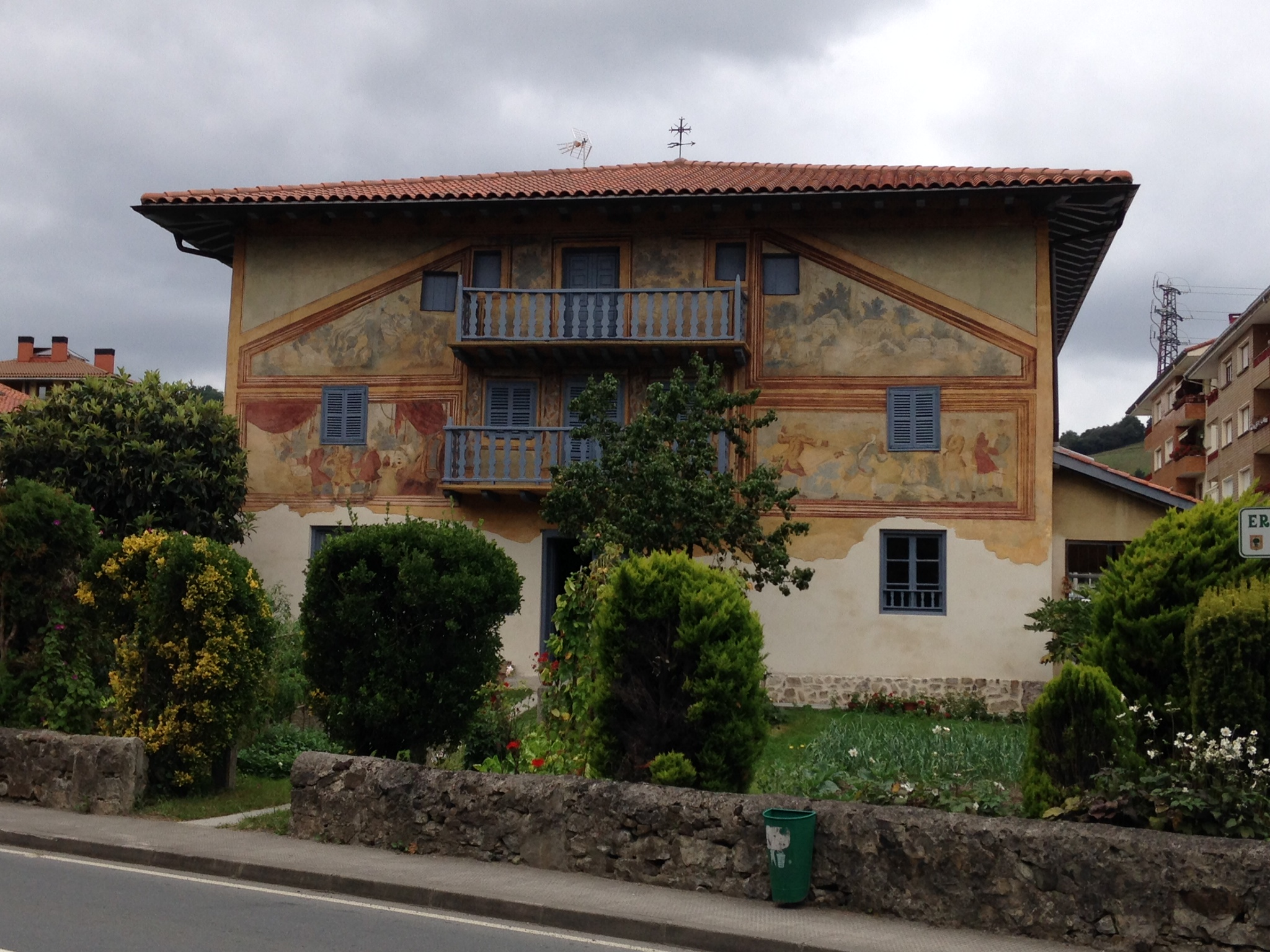
Casa Etxepintxoa. Estado en el año 2014.

La casa Elexalde Goikoa más conocida como Casa pintada, Etxe Pintxu o Etxepintxoa es un edificio de la localidad vizcaína de Berriatúa en el País Vasco, España. Su relevancia viene dada por las pinturas que ornamentan su fachada principal. El 3 de octubre de 2000 fue declarado Bien Cultural, con la categoría de Monumento e inscrito en el Inventario General del Patrimonio Cultural Vasco.
Es un palacio rural del siglo XVIII de estilo barroco. Se trata de un edificio exento, de planta cuadrada de 14,5x14,5m. y con cubierta a cuatro aguas, consta de planta baja más dos plantas altas construido sobre antigua torre y forma un rectángulo de 17 m x 12 m interrumpido en un ángulo por una torre en cuyo interior se encuentra la escalera del castillo.
Dispone de una fachada principal, que da cara a la plaza, que es la que concita el interés, ya que el resto de fachadas y su interior resultan comunes a la arquitectura doméstica popular. La fachada principal sin embargo se corresponde, por su tratamiento, con un tipo de casa residencial más que de uso agropecuario.
Esta fachada presenta una distribución de huecos más o menos simétricos, en tres alturas. En planta baja se dispone el acceso centrado, adintelado, con una pequeña ventana a cada lado, más otras dos de mayores dimensiones. La distribución de huecos de la planta noble es idéntica a la inferior, solo que esta vez las cuatro ventanas tienen dimensiones parecidas y la puerta centrada da paso a un balcón corrido de madera. El piso superior presenta idéntico balcón, puerta centrada y cuatro ventanucos con una disposición más irregular.
Las dos plantas superiores presentan unas magníficas pinturas. Estas se encuentran enmarcadas por líneas que dividen la fachada verticalmente en tres franjas, siendo la franja central donde encajan los huecos originales, y las laterales, ciegas en origen, las que dan cabida a las diferentes escenas representadas.
Los muros de carga exteriores son de mampostería enfoscada y la estructura interior es de madera.
En cuanto a la distribución y organización interna, la entrada principal da paso a una escalera de madera centrada en la planta, que se desarrolla en dos plantas y en torno a la cual se organizan. La planta baja da cabida a un local utilizado como carpintería, siendo la planta noble la que se dedica al uso residencial. Por último, la planta segunda, en parte diáfana, hace las funciones de camarote.
En la actualidad dispone de una serie de construcciones bajas que se adosan a la fachada lateral derecha y en la trasera.

## Historia
En 1780 Domingo de Ybarra, IV Vizconde de Santo Domingo de Ybarra, realiza la reforma integral de la casa, entonces conocida por "Elexalde", con la intención de que fuera la residencia de su tercera esposa, María Josefa Orueta.. Como ornamentación de la fachada y para dar relevancia al edificio encarga realizar los frescos.
En 1786 llega a los juzgados del Corregidor el pleito entre Domingo de Ybarra y su hijo primogénito Domingo José de Ybarra, hijo de su primera esposa María Josefa Lizarrazu, por la intención de Domingo de Ybarra de usar parte de las rentas producidas por los bienes del mayorazgo para el acomodo y sustento de su tercera esposa tras su fallecimiento. Se especula que las pinturas hacen referencia al conflicto entre padre e hijo.
Tras la habilitación del edificio se mandó decorar la fachada principal con pinturas realizadas con la técnica mixta de fresco y temple. Se hicieron cuatro escenas principales, ordenadas en la fachada según los huecos dejados por los balcones, en los que se representaron, en la planta baja, a la derecha, un duelo a florete con tres testigos y juez, a la izquierda, una escena de escritorio donde una figura se dispone a escribir un documento, arriba a la izquierda se representa a un hombre a caballo con un escudo o coraza con rostro masculino. A la derecha se representa un paisaje, con unas casas y árboles.